# Yusuf Akçiçek
Yusuf Akçiçek, né le 25 janvier 2006 dans le district de Bakırköy à Istanbul, est un footballeur international turc qui évolue au poste de défenseur central au Fenerbahçe SK.

## Biographie

### Carrière en club
Il commence sa carrière junior à Galatasaray entre 2016 et 2019, puis au Fenerbahçe entre 2019 et 2023.
Il signe son premier contrat professionnel avec l'équipe première de Fenerbahçe le 7 juillet 2023. Le 9 novembre 2023, il dispute son premier match professionnel lors d'une rencontre de coupe d'Europe contre le Ludogorets en Ligue Europa Conférence, où Fenerbahçe s'incline 2-0,.
Le 26 mai 2024, il dispute son premier match en Süper Lig contre l'İstanbulspor au stade Şükrü Saraçoğlu, où Fenerbahçe l'emporte six buts à zéro. Le 9 janvier 2025, il marque son premier but avec le Fenerbahçe contre Kasımpaşa lors d'une victoire 3-0 en coupe de Turquie.
Le 29 novembre 2024, il dispute son premier match en Ligue Europa lors d'une victoire 1-2 contre le Slavia Prague à la Fortuna Arena.
Le 23 janvier 2025, sa performance est saluée par la presse turque lors du match de Ligue Europa contre l'Olympique Lyonnais, qui se solde par un match nul 0-0 au Stade Şükrü Saracoğlu.
Le 20 février 2025, il marque son premier but continental lors d'un match nul 2-2 contre le Anderlecht en barrages de la phase à élimination directe de la Ligue Europa.

### En sélection
Akçiçek représente la Turquie dans les catégories de jeunes depuis 2023.
Le 14 mars 2025, il est appelé par Vincenzo Montella en équipe de Turquie pour les barrages de promotion de la Ligue des nations contre la Hongrie. Il honore sa première cape en entrant en jeu lors du match retour, le 23 mars.

## Style de jeu
Défenseur central complet, Akçiçek est réputé pour son excellent sens du placement, sa capacité à anticiper les actions adverses et sa domination dans les duels aériens. Agressif et tenace, il n'hésite pas à quitter sa ligne pour presser ses adversaires et effectuer des tacles précis. Doté d'une bonne vision du jeu, il aime effectuer des passes longues pour étendre le jeu et sait rester calme sous pression. Sa polyvalence lui permet également d'évoluer en tant qu'arrière gauche si nécessaire.